# Plumularia congregata
Plumularia congregata är en nässeldjursart som beskrevs av Vervoort och Watson 2003. Plumularia congregata ingår i släktet Plumularia och familjen Plumulariidae. Inga underarter finns listade i Catalogue of Life.